# Caravonica
Caravonica (ligur nyelven Karevònega vagy Cairòneg) egy olasz község Liguria régióban, Imperia megyében

## Földrajz
Caravonica Imperiától 16 km-re helyezkedik el.

## Gazdaság
Legjelentősebb bevételi forrása a mezőgazdaság.Elsősorban szőlőt és olivát termesztenek.

## Közlekedés
Megközelíthető az A10 autópályán, az  Imperia Est lehajtóról.

## Fordítás
- Ez a szócikk részben vagy egészben  a   Caravonica című olasz Wikipédia-szócikk fordításán alapul.  Az eredeti cikk szerkesztőit annak laptörténete sorolja fel. Ez a jelzés csupán a megfogalmazás eredetét és a szerzői jogokat jelzi, nem szolgál a cikkben szereplő információk forrásmegjelöléseként.